# Clásico de Los Angeles 1980
El Clásico de Los Angeles 1980 (en inglés, Los Angeles Soccer Classic 1980) fue un torneo no oficial de clubes de fútbol celebrado entre los días 28 y 30 de marzo de 1980 en el Memorial Coliseum. Es considerado un antecedente de la posterior Leagues Cup (2019).
El sistema de competencia fue de eliminación directa a partir de la ronda de semifinales, donde los cuatro equipos se enfrentaron en llaves definidas por sus países de origen. En caso de empate al final del tiempo reglamentario, se disputaría una prórroga, y de ser necesarios, los tiros desde el punto penal hasta que se produjera un ganador.
Esta competición sirvió como cierre de pretemporada para los equipos de la NASL de Los Angeles Aztecs y New York Cosmos, este último regresando de una gira por Sudamérica y México. Por su parte, Universidad Nacional y Cruz Azul se enfrentaron un par de días antes en el Olímpico Universitario, con triunfo 3-1 para el club celeste, que vencería de nuevo a los Pumas en Los Angeles por la mínima diferencia. Cosmos obtuvo su pase a la final tras derrotar con una estrepitosa actuación de Franz Beckenbauer y Julio César Romero al conjunto local con 3-1 en el marcador.
El juego final estuvo nuevamente dominado por el equipo neoyorkino, que generó diversas oportunidades de peligro en el marco rival. Sin embargo, fueron bien contrarrestadas por Miguel Marín —en uno de sus últimos partidos— quien dio una de sus actuaciones más recordadas, siendo nombrado el jugador más valioso del torneo. Desde los once pasos, ambos equipos encajaron sus dos primeros disparos. Tras fallar Sergio Rubio, Marín se volvió a poner la capa de héroe y atajó el envío de Carlos Alberto, que ponía en ventaja a Cosmos. Jara Saguier hizo efectiva su pena máxima, y con un disparo al travesaño de Romerito, Camacho convertía el último para Cruz Azul, que se hizo con el premio de $35 000 USD, mientras que Cosmos recibió $15 000 USD. Curiosamente, ese mismo año Cruz Azul y Cosmos se consagrarían campeones de sus torneos de liga, con la temporada 1979-80 y el Soccer Bowl ‘80 respectivamente.

## Equipos participantes
| Equipo                    | País           |
| Los Angeles Aztecs        | Estados Unidos |
| New York Cosmos           | Estados Unidos |
| Club de Fútbol Cruz Azul  | México         |
| Club Universidad Nacional | México         |

## Resultados

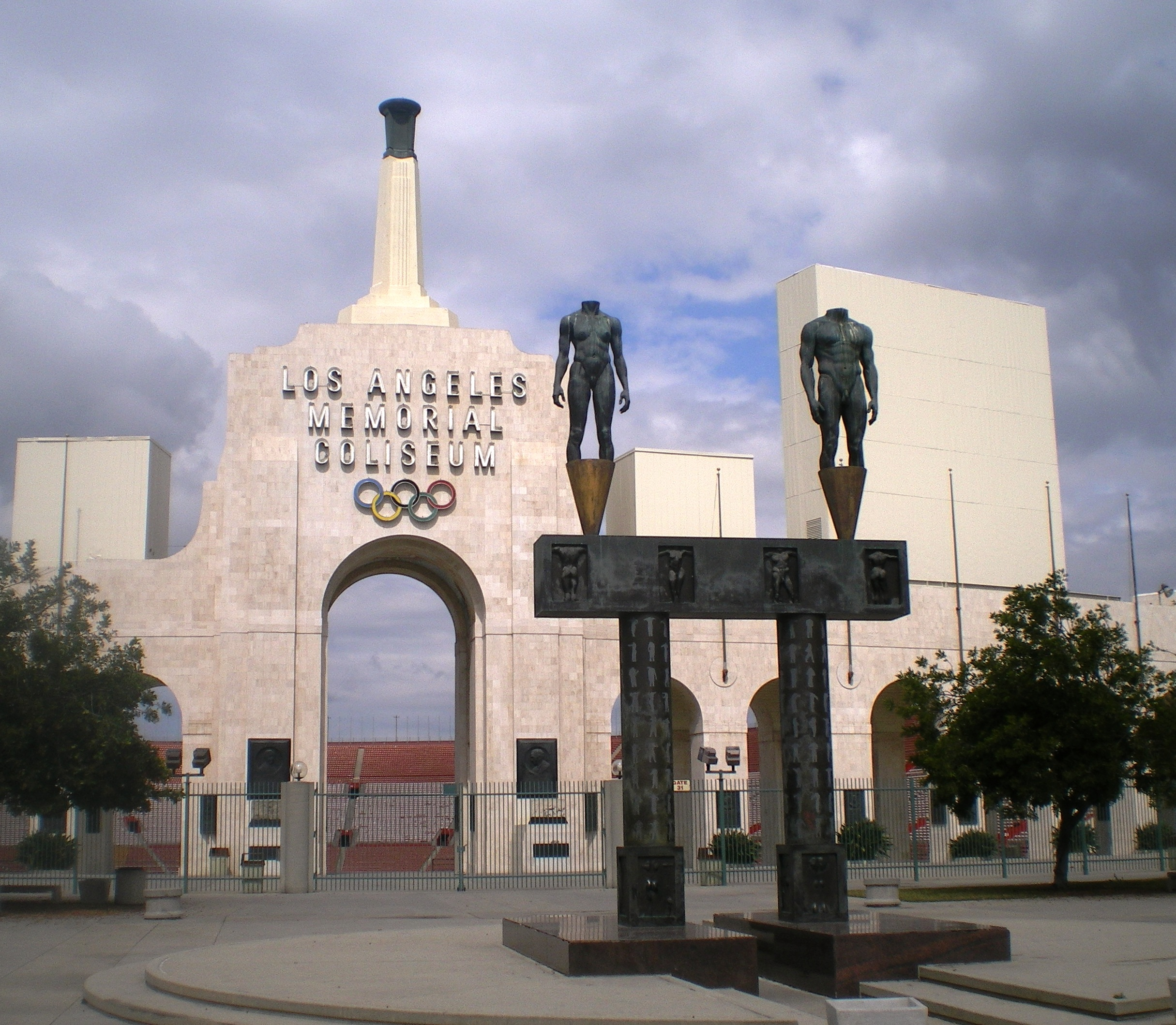
Entrada de Los Angeles Memorial Coliseum, sede del torneo.

|  | Semifinales               | Semifinales    |                              |       | Final | Final |
|  |                           |                |                              |       |       |       |
|  | 28 de marzo − Los Ángeles |                |                              |       |       |       |
|  |                           |                |                              |       |       |       |
|  | Aztecs                    | 1              |                              |       |       |       |
|  | Aztecs                    | 1              | 30 de marzo − Los Ángeles    |       |       |       |
|  | NY Cosmos                 | 3              |                              |       |       |       |
|  | NY Cosmos                 | 3              | NY Cosmos                    | 1 (2) |       |       |
|  | 28 de marzo − Los Ángeles |                | NY Cosmos                    | 1 (2) |       |       |
|  |                           | Cruz Azul (p.) | 1 (4)                        |       |       |       |
|  | Cruz Azul                 | Cruz Azul (p.) | 1 (4)                        | 1     |       |       |
|  | Cruz Azul                 |                |                              | 1     |       |       |
|  | Universidad Nacional      | 0              |                              |       |       |       |
|  | Universidad Nacional      | 0              | Partido por el tercer puesto |       |       |       |
|  |                           |                |                              |       |       |       |
|  | 30 de marzo − Los Ángeles |                |                              |       |       |       |
|  |                           |                |                              |       |       |       |
|  | Aztecs                    | 1              |                              |       |       |       |
|  | Aztecs                    | 1              |                              |       |       |       |
|  | Universidad Nacional      | 2              |                              |       |       |       |

### Semifinales
| 28 de marzo de 1980 | Aztecs      | 1:3' | NY Cosmos                      | Memorial Coliseum, Los Ángeles  |                                 |
|                     | Aguirre 19' |      | Romero 7', 14' · Chinaglia 62' | Asistencia: 24.219 espectadores | Asistencia: 24.219 espectadores |

| 28 de marzo de 1980 | Cruz Azul     | 1:0' | Universidad Nacional | Memorial Coliseum, Los Ángeles  |                                 |
|                     | Astegiano 88' |      |                      | Asistencia: 24.219 espectadores | Asistencia: 24.219 espectadores |

### Tercer lugar
| 30 de marzo de 1980 | Aztecs          | 1:2' | Universidad Nacional    | Memorial Coliseum, Los Ángeles  |                                 |
|                     | Dangerfield 50' |      | Sánchez 18', 76' (pen.) | Asistencia: 26.199 espectadores | Asistencia: 26.199 espectadores |

### Final
| 30 de marzo de 1980 | NY Cosmos                                         | 1:1 (t. s.)(2:4 p.)        | Cruz Azul                                           | Memorial Coliseum, Los Ángeles  |                                 |
|                     | Romero 46'                                        |                            | Morais 35'                                          | Asistencia: 26.199 espectadores | Asistencia: 26.199 espectadores |
|                     |                                                   | Tiros desde el punto penal |                                                     |                                 |                                 |
|                     | Chinaglia · Beckenbauer · Carlos Alberto · Romero |                            | Ceballos · Montoya · Rubio · Jara Saguier · Camacho |                                 |                                 |

| 1          | POR        | Hubert Birkenmeier   |     |
| 2          | DEF        | Andranik Eskandarian | 45' |
| 23         | DEF        | Nelsi Morais         |     |
| 5          | DEF        | Carlos Alberto       |     |
| 3          | DEF        | Bruce Wilson         |     |
| 17         | MED        | Rick Davis           |     |
| 6          | MED        | Franz Beckenbauer    |     |
| 7          | MED        | Julio César Romero   |     |
| 11         | DEL        | Seninho              |     |
| 9          | DEL        | Giorgio Chinaglia    |     |
| 14         | DEL        | Mark Liveric         | 73' |
| Entrenador | Entrenador | Rinus Michels        |     |

| 1          | POR        | Miguel Marín         |     |
| 2          | DEF        | Ignacio Flores       |     |
| 3          | DEF        | Sergio Rubio         |     |
| 4          | DEF        | Miguel Cornero       |     |
| 5          | DEF        | Jorge López Malo     | 73' |
| 6          | MED        | Guillermo Mendizábal |     |
| 7          | MED        | Carlos Jara Saguier  |     |
| 8          | MED        | Gerardo Lugo         | 67' |
| 9          | DEL        | Rodolfo Montoya      |     |
| 16         | DEL        | Daniel Astegiano     | 89' |
| 11         | DEL        | José Luis Ceballos   |     |
| Entrenador | Entrenador | Ignacio Trelles      |     |

| 16 | MED | Angelo DiBernardo | 45' |
| 22 | DEL | Don Ebert         | 73' |

| 17 | DEL | Adrián Camacho | 67' |
| 14 | DEF | Rafael Toribio | 73' |
| 19 | MED | Miguel Rosas   | 89' |

| Anotado | 46' | Julio César Romero | 1:1 |

| Anotado · Autogol | 35' | Nelsi Morais | 0:1 |

|                    |                            | 0:1 | Acierto de penal          | José Luis Ceballos  |
| Giorgio Chinaglia  | Acierto de penal           | 1:1 |                           |                     |
|                    |                            | 1:2 | Acierto de penal          | Rodolfo Montoya     |
| Franz Beckenbauer  | Acierto de penal           | 2:2 |                           |                     |
|                    |                            | 2:2 | Fallo de penal (desviado) | Sergio Rubio        |
| Carlos Alberto     | Fallo de penal (atajado)   | 2:2 |                           |                     |
|                    |                            | 2:3 | Acierto de penal          | Carlos Jara Saguier |
| Julio César Romero | Fallo de penal (travesaño) | 2:3 |                           |                     |
|                    |                            | 2:4 | Acierto de penal          | Adrián Camacho      |

| Árbitro | Desconocido |

| 1          | POR        | Hubert Birkenmeier   |     |
| 2          | DEF        | Andranik Eskandarian | 45' |
| 23         | DEF        | Nelsi Morais         |     |
| 5          | DEF        | Carlos Alberto       |     |
| 3          | DEF        | Bruce Wilson         |     |
| 17         | MED        | Rick Davis           |     |
| 6          | MED        | Franz Beckenbauer    |     |
| 7          | MED        | Julio César Romero   |     |
| 11         | DEL        | Seninho              |     |
| 9          | DEL        | Giorgio Chinaglia    |     |
| 14         | DEL        | Mark Liveric         | 73' |
| Entrenador | Entrenador | Rinus Michels        |     |

| 1          | POR        | Miguel Marín         |     |
| 2          | DEF        | Ignacio Flores       |     |
| 3          | DEF        | Sergio Rubio         |     |
| 4          | DEF        | Miguel Cornero       |     |
| 5          | DEF        | Jorge López Malo     | 73' |
| 6          | MED        | Guillermo Mendizábal |     |
| 7          | MED        | Carlos Jara Saguier  |     |
| 8          | MED        | Gerardo Lugo         | 67' |
| 9          | DEL        | Rodolfo Montoya      |     |
| 16         | DEL        | Daniel Astegiano     | 89' |
| 11         | DEL        | José Luis Ceballos   |     |
| Entrenador | Entrenador | Ignacio Trelles      |     |

| 16 | MED | Angelo DiBernardo | 45' |
| 22 | DEL | Don Ebert         | 73' |

| 17 | DEL | Adrián Camacho | 67' |
| 14 | DEF | Rafael Toribio | 73' |
| 19 | MED | Miguel Rosas   | 89' |

| Anotado | 46' | Julio César Romero | 1:1 |

| Anotado · Autogol | 35' | Nelsi Morais | 0:1 |

|                    |                            | 0:1 | Acierto de penal          | José Luis Ceballos  |
| Giorgio Chinaglia  | Acierto de penal           | 1:1 |                           |                     |
|                    |                            | 1:2 | Acierto de penal          | Rodolfo Montoya     |
| Franz Beckenbauer  | Acierto de penal           | 2:2 |                           |                     |
|                    |                            | 2:2 | Fallo de penal (desviado) | Sergio Rubio        |
| Carlos Alberto     | Fallo de penal (atajado)   | 2:2 |                           |                     |
|                    |                            | 2:3 | Acierto de penal          | Carlos Jara Saguier |
| Julio César Romero | Fallo de penal (travesaño) | 2:3 |                           |                     |
|                    |                            | 2:4 | Acierto de penal          | Adrián Camacho      |

| Árbitro | Desconocido |

|                               |
| Bandera de México             |
| Campeón Cruz Azul 1.er título |

## Estadísticas y Premios

### Mejor Jugador
| Jugador      | Club      |
| ------------ | --------- |
| Miguel Marín | Cruz Azul |

### Goleadores
| Jugador            | Club                 | Goles | PJ |
| ------------------ | -------------------- | ----- | -- |
| Julio César Romero | NY Cosmos            | 3     | 2  |
| Hugo Sánchez       | Universidad Nacional | 2     | 2  |
| Chris Dangerfield  | Aztecs               | 1     | 1  |
| Giorgio Chinaglia  | NY Cosmos            | 1     | 2  |
| Javier Aguirre     | Aztecs               | 1     | 2  |
| Daniel Astegiano   | Cruz Azul            | 1     | 2  |

### Asistentes
| Jugador           | Club      | Asistencias |
| ----------------- | --------- | ----------- |
| Franz Beckenbauer | NY Cosmos | 3           |
| Mark Liveric      | NY Cosmos | 1           |
| Rodolfo Montoya   | Cruz Azul | 1           |

## Equipo de las Estrellas
El equipo estelar fue elegido tomando como base los jugadores y entrenadores finalistas, así como otros elementos destacados a lo largo del torneo.
| Portero      | Defensores                                   | Mediocampistas                                                      | Delanteros                                    | Entrenador    |
| ------------ | -------------------------------------------- | ------------------------------------------------------------------- | --------------------------------------------- | ------------- |
| Miguel Marín | Carlos Alberto Miguel Cornero Ignacio Flores | Rick Davis Franz Beckenbauer Carlos Jara Saguier Julio César Romero | Hugo Sánchez Giorgio Chinaglia Javier Aguirre | Rinus Michels |